# John Hancock

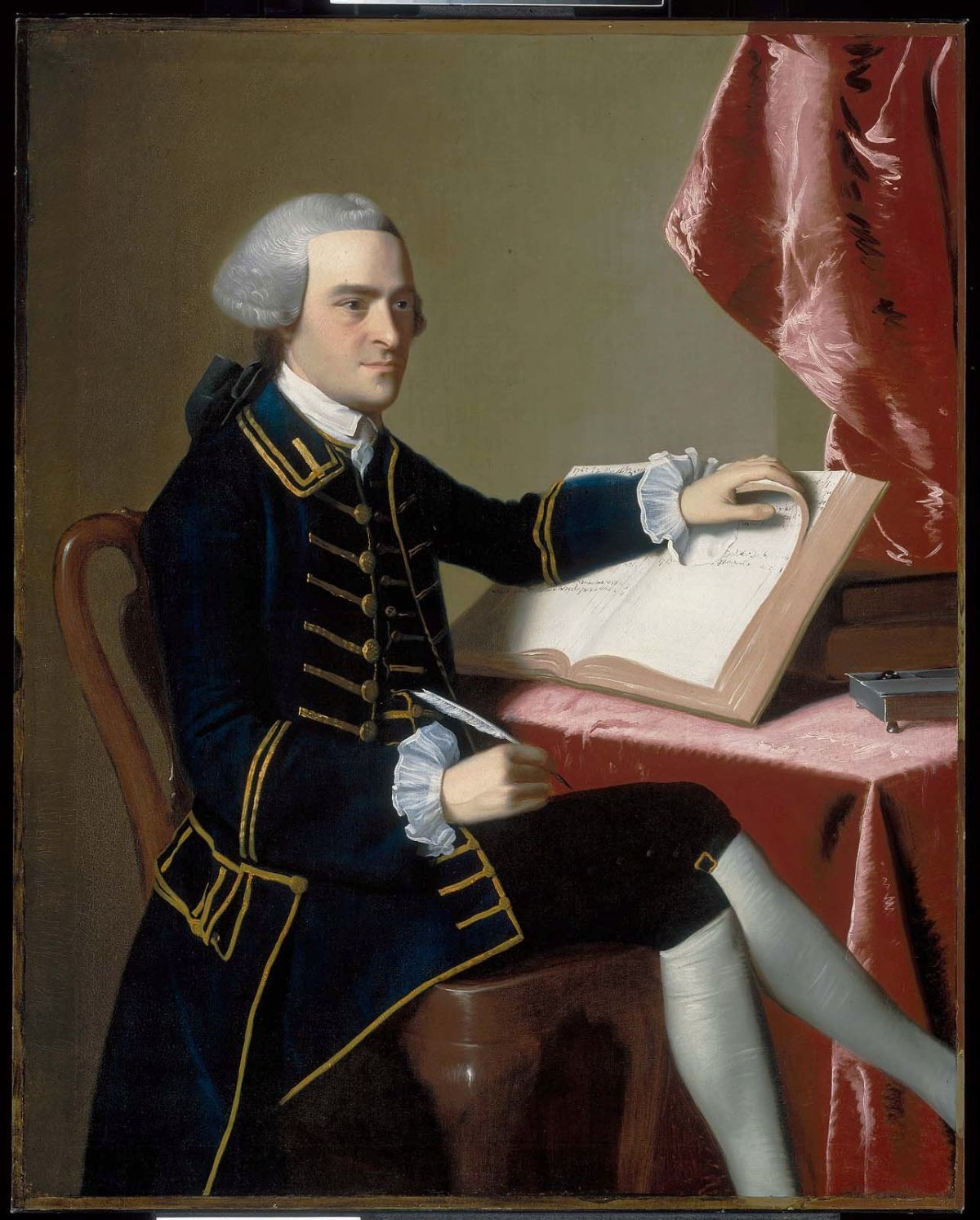
John Hancock

John Hancock (* 12. Januarjul. / 23. Januar 1737greg. in Braintree, Province of Massachusetts Bay; † 8. Oktober 1793 in Quincy, Massachusetts) war ein britisch-amerikanischer Kaufmann und einer der politischen Führer der Dreizehn Kolonien im Amerikanischen Unabhängigkeitskrieg gegen das britische Mutterland. Er war der dritte Präsident des Kontinentalkongresses und erster Unterzeichner der Unabhängigkeitserklärung.

## Leben
Hancock erbte von seinem Onkel ein Bostoner Handelshaus und vergrößerte sein Vermögen. Dies führte zur Konfrontation mit den britischen Zollbeamten, die seine Schaluppe beschlagnahmten. 1762 wurde er auf einer Geschäftsreise in Québec in der Marchants Lodge No. 277 als Freimaurer aufgenommen. 1773 gehörte er zu den Organisatoren der Boston Tea Party und war Mitglied der Sons of Liberty.
John Hancock bekleidete vom 24. Mai 1775 bis zum 30. Oktober 1777 das Präsidentenamt des Kontinentalkongresses. Am 19. Juni 1775 ernannte Hancock George Washington zum Oberbefehlshaber der Kontinentalarmee. 1780 gehörte er zu den ersten Mitgliedern der American Academy of Arts and Sciences. Von 1780 bis 1785 und von 1787 bis 1793 war Hancock Gouverneur von Massachusetts. Er starb während seiner zweiten Amtszeit und wurde auf dem Old Granary Burying Ground in Boston beigesetzt.
In seiner Funktion als Präsident des Kontinentalkongresses war John Hancock am 4. Juli 1776 der erste Unterzeichner der Unabhängigkeitserklärung. Die markante und mit 13 cm – im Vergleich zu allen anderen Unterzeichnern – extrem große Signatur auf dem Dokument hat den Namen John Hancock im amerikanischen Englisch zum Synonym für Unterschrift werden lassen – analog zum deutschen Friedrich Wilhelm. Das zeigt sich beispielsweise in der typischen Aufforderung „Please, put your John Hancock here!“ („Unterschreiben Sie bitte hier!“).

## Ehrungen und „Nachleben“
Nach John Hancock sind zahlreiche Straßen und Gebäude in den USA benannt, darunter das John Hancock Center in Chicago sowie der John Hancock Tower in Boston. Die US-Marine benannte bereits mehrere Schiffe nach ihm u. a. die Hancock, einen Flugzeugträger der Essex-Klasse, und den Zerstörer der Spruance-Klasse Hancock, der als Besonderheit die Unterschrift Hancocks am Heck trug.
Das gleichnamige Versicherungsunternehmen „John Hancock“ hat sich nach ihm benannt, da mit seinen Namen Hingabe und Integrität verbunden wurden.

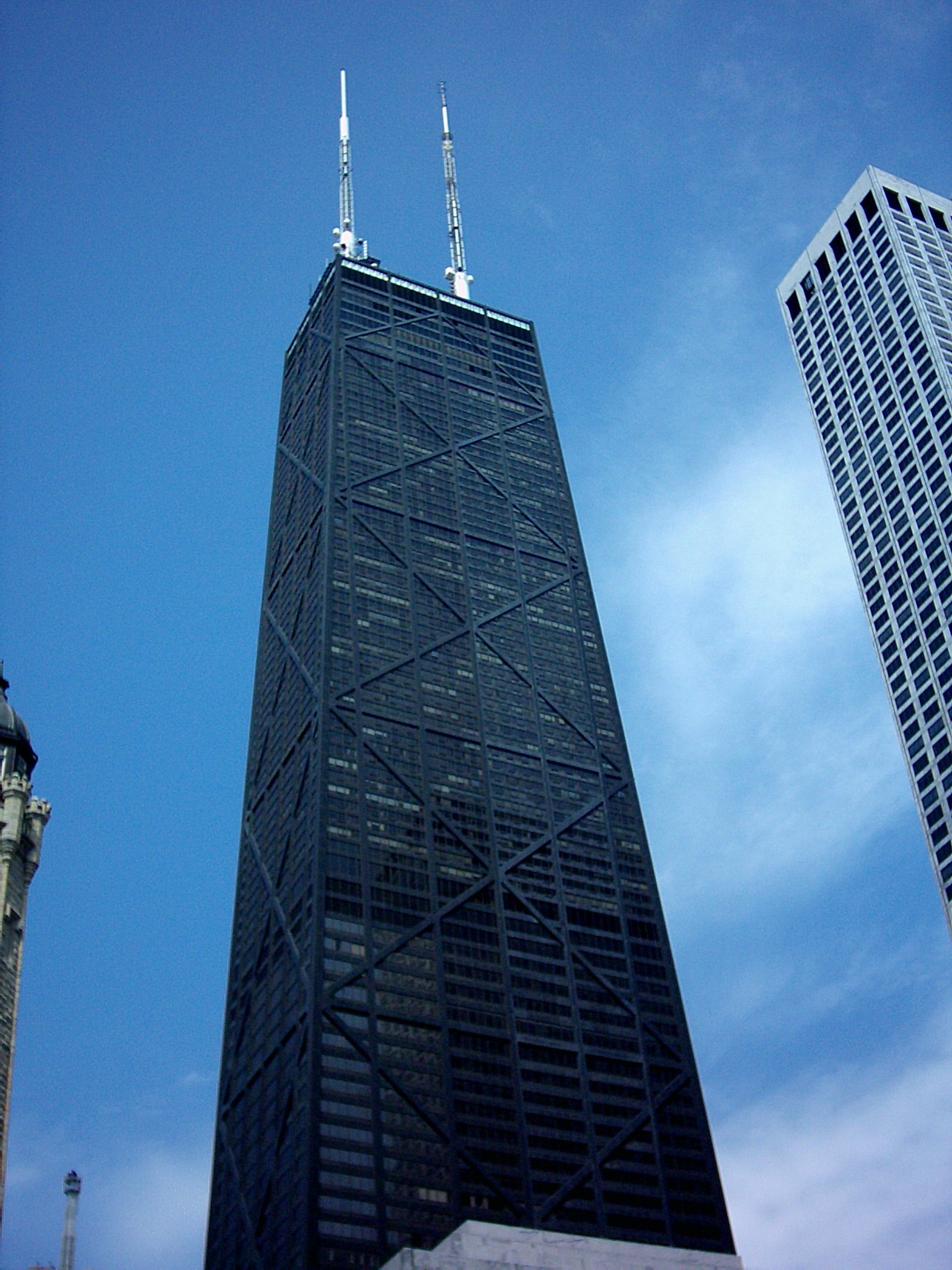
John Hancock Center in Chicago
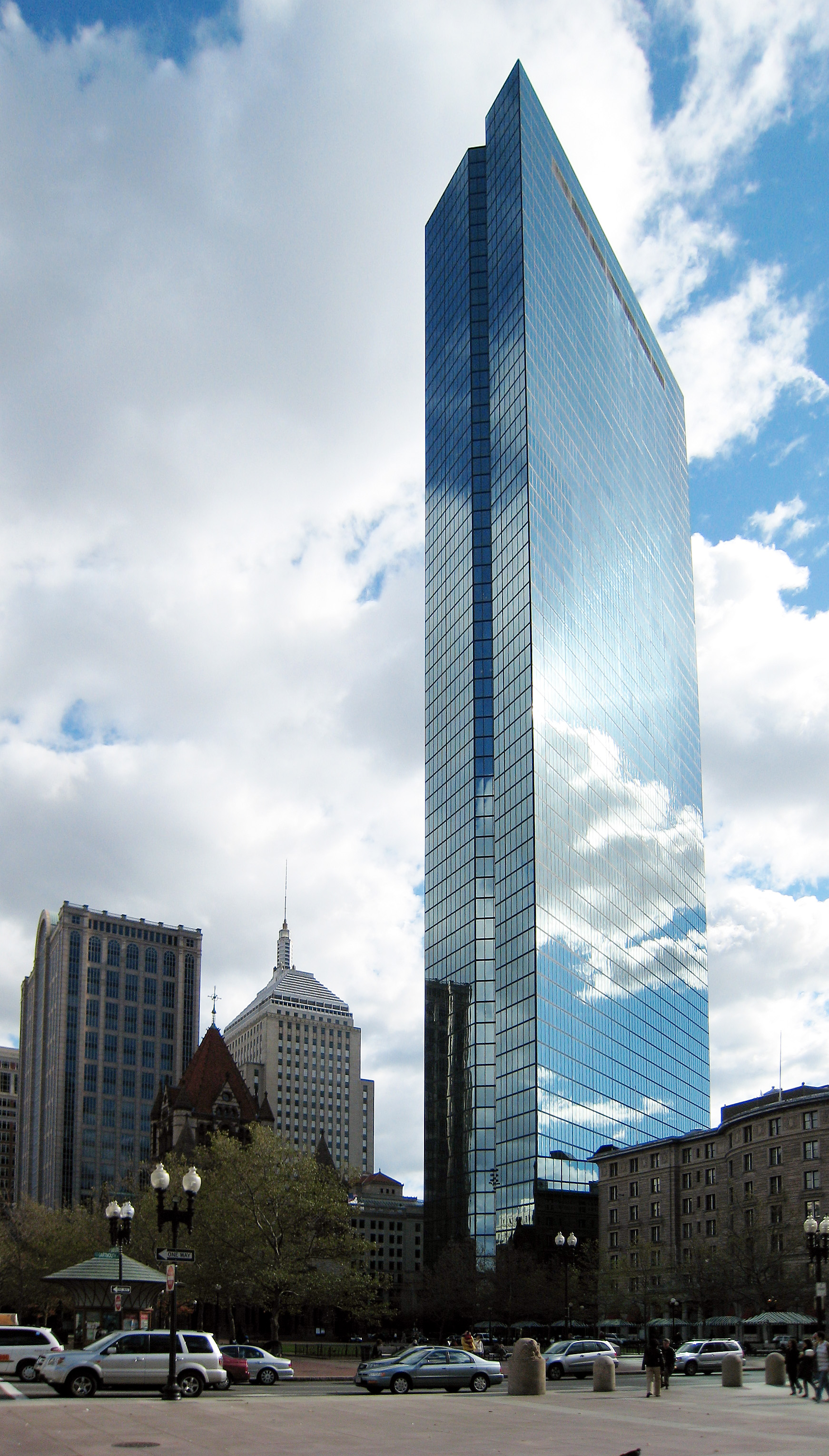
John Hancock Tower in Boston